# Gudaf Tsegay
Gudaf Tsegay (ur. 23 stycznia 1997) – etiopska lekkoatletka, specjalistka od biegów średnich.
W 2014 bez awansu do finału startowała na halowych mistrzostwach świata w Sopocie, a kilka miesięcy później zdobyła srebro juniorskich mistrzostw świata w Eugene. W 2016 zdobyła brązowy medal halowych mistrzostw świata w Portland. Półfinalistka światowego czempionatu w Londynie w kolejnym roku. W 2019 zdobyła brązowy medal światowego czempionatu w Dosze. W 2021 na igrzyskach olimpijskich w Tokio zdobyła brązowy medal na dystansie 5000 metrów.
W 2022 została halową mistrzynią świata na dystansie 1500 metrów. Na tym samym dystansie zdobyła srebro podczas letniego czempionatu globu w Eugene. Rok później zdobyła złoty medal mistrzostw świata w biegu na 10 000 metrów. Uczestniczka finałów na 1500, 5000 i 10 000 metrów podczas igrzysk olimpijskich w Paryżu (2024). W 2025 w Nankinie zdobyła drugie złoto halowego czempionatu globu w biegu na 1500 metrów.
Złota medalistka mistrzostw Etiopii.

## Osiągnięcia
| Rok  | Impreza                     | Miejsce        | Konkurencja      | Lokata      | Wynik    |
| ---- | --------------------------- | -------------- | ---------------- | ----------- | -------- |
| 2014 | Halowe mistrzostwa świata   | Sopot          | bieg na 1500 m   | eliminacje  | 4:11,83  |
| 2014 | Mistrzostwa świata juniorów | Eugene         | bieg na 1500 m   | 2. miejsce  | 4:10,83  |
| 2016 | Halowe mistrzostwa świata   | Portland       | bieg na 1500 m   | 3. miejsce  | 4:05,71  |
| 2016 | Igrzyska olimpijskie        | Rio de Janeiro | bieg na 800 m    | eliminacje  | 2:00,13  |
| 2017 | Mistrzostwa świata          | Londyn         | bieg na 1500 m   | półfinał    | 4:22,01  |
| 2019 | Mistrzostwa świata          | Doha           | bieg na 1500 m   | 3. miejsce  | 3:54,38  |
| 2021 | Igrzyska olimpijskie        | Tokio          | bieg na 5000 m   | 3. miejsce  | 14:38,87 |
| 2022 | Halowe mistrzostwa świata   | Belgrad        | bieg na 1500 m   | 1. miejsce  | 3:57,19  |
| 2022 | Mistrzostwa świata          | Eugene         | bieg na 1500 m   | 2. miejsce  | 3:54,52  |
| 2022 | Mistrzostwa świata          | Eugene         | bieg na 5000 m   | 1. miejsce  | 14:46,29 |
| 2023 | Mistrzostwa świata          | Budapeszt      | bieg na 5000 m   | 13. miejsce | 15:01,13 |
| 2023 | Mistrzostwa świata          | Budapeszt      | bieg na 10 000 m | 1. miejsce  | 31:27,18 |
| 2024 | Halowe mistrzostwa świata   | Glasgow        | bieg na 3000 m   | 2. miejsce  | 8:21,13  |
| 2024 | Igrzyska olimpijskie        | Paryż          | bieg na 1500 m   | 12. miejsce | 4:01,27  |
| 2024 | Igrzyska olimpijskie        | Paryż          | bieg na 5000 m   | 9. miejsce  | 14:45,21 |
| 2024 | Igrzyska olimpijskie        | Paryż          | bieg na 10 000 m | 6. miejsce  | 30:45,21 |
| 2025 | Halowe mistrzostwa świata   | Nankin         | bieg na 1500 m   | 1. miejsce  | 3:54,86  |

## Rekordy życiowe
- Bieg na 800 metrów (stadion) – 1:59,52 (2019)
- Bieg na 800 metrów (hala) – 1:57,52 (2021) rekord Etiopii, 10. wynik w historii światowej lekkoatletyki
- Bieg na 1500 metrów (stadion) – 3:50,30 (2024) 3. wynik w historii światowej lekkoatletyki
- Bieg na 1500 metrów (hala) – 3:53,09 (2021) rekord świata
- Bieg na 3000 metrów (hala) – 8:16,69 (2023)
- Bieg na 5000 metrów – 14:00,21 (2023) były rekord świata, rekord Etiopii, 2. wynik w historii światowej lekkoatletyki
- Bieg na 10 000 metrów – 29:05,92 (2024) 3. wynik w historii światowej lekkoatletyki

W 2016 roku czasem 4:01,81 ustanowiła halowy rekord świata juniorów, który przetrwał do lutego 2020.